# 敦煌懸泉置漢簡
『敦煌懸泉置漢簡』（とんこうけんせんちかんかん）は、中国の甘粛省敦煌市で出土した漢代の簡牘である。

## 概要
1990年10月から1992年12月にかけて、甘粛省文物考古研究所が敦煌市莫高鎮の甜水井付近の懸泉置遺跡を発掘した。懸泉置は漢代の敦煌郡效穀県に属し、ここにシルクロード東西交通の要衝に位置する郵駅施設があった。塢院や灰坑から簡牘35000枚あまりが発見され、そのうち有字簡は23000枚あまりである。紀年を有する簡は1900枚あり、前漢の武帝の元鼎6年（紀元前111年）から後漢の安帝の永初元年（107年）に及ぶ。
内容は詔書・通行文書・律令・司法文書・簿籍・私信・典籍などである。